# جون غيليام
جون غيليام (بالإنجليزية: Jon Gilliam)‏ هو لاعب كرة قدم أمريكية أمريكي، ولد في 22 أكتوبر 1938 في أوكلاهوما سيتي في الولايات المتحدة.

## وصلات خارجية
- جون غيليام على موقع مرجع كرة القدم المحترفة.كوم (الإنجليزية)